# برناردين إيفاريستو
برناردين إيفاريتسو (بالإنجليزية: Bernardine Evaristo)‏ هي كاتبة روائية إنجليزية. فازت بجائزة البوكر الأدبية لعام 2019 عن روايتها (فتاة، امرأة، أخرى)، وهي أول إمراة سمراء البشرة تفوز بالجائزة. ولدت في مدينة وولويتش جنوب شرق لندن، وحصلت على درجة الدكتوراه في الكتابة الإبداعية من جامعة لندن. شاركت في عام 1982 في تأسيس شركة مسرح النساء السود. أنشأت إيفاريتسو وكالة لتطوير الكُتاب (Spread The Word)، وحصلت على MBE عام 2009 لخدمة الأدب، وجائزة برونيل الدولية للشعر الأفريقي.

## السيرة الذاتية
ولدت برناردين في مدينة وولويتش جنوب شرقي العاصمة البريطانية لندن، لوالدة إنجليزية عملت معلمة وأب من نيجيريا عمل كمستشار عمالي ولحام، وهي الرباعة بين ثمانية أبناء.

## التعليم
قضت برناردين فترة مراهقتها في مسرح جرينتش يونج بيبولز، ودرست في جولد سميث جامعة لندن، ونالت الدكتوراه في الكتابة الإبداعية.

## روابط خارجية
- برناردين إيفاريستو على موقع مونزينجر (الألمانية)